# Илань (Хэйлунцзян)
Ила́нь (кит. упр. 依兰, пиньинь Yīlán) — уезд города субпровинциального значения Харбин провинции Хэйлунцзян (КНР). Название уезда является сокращением от «илань хала», что в переводе с маньчжурского означает «три семейства».

## История
В начале XVII века, когда началось Маньчжурское завоевание Китая, в восьмизнамённую армию была взята 1000 человек из проживающих в этих местах нанайцев. После того, как они доказали свою преданность империи в ходе боёв в провинции Шаньдун, они в 1645 году были отпущены из армии, а их родина получила право называться «новой Маньчжурией» (исходно землями маньчжуров были территории современных провинций Ляонин и Гирин). Главой над этими местами были сделаны четыре человека из числа отличившихся на войне — Хуелэ, Моикэлэ, Хушэньхэли и Шумулу. Так как род Хушэньхэли осел в Нингуте, то здесь остались три семейства, поэтому эти места и получили название «три семейства»: по-маньчжурски — «илань хулу», по-китайски — «сань син» (三姓). В 1714 году здесь был построен город.
В 1713 году было образовано Иланьское фудутунство, подчинённое Гиринскому цзянцзюню. Фудутун обладал властью над землями в среднем течении Сунгари, Уссури и нижнем течении Амура, включая современные Приморский край, а также остров Сахалин.
В 1906 году на землях Хэйлунцзяна были созданы гражданские органы управления, в частности была образована Иланьская управа (依兰府). После Синьхайской революции в Китае была проведена реформа системы административного деления, и в 1913 году управа была ликвидирована, а вместо неё образован уезд Илань (依兰县) провинции Гирин.
В 1931 году Маньчжурия была оккупирована японскими войсками, а в 1932 году было образовано марионеточное государство Маньчжоу-го. В 1934 году было введено деление Маньчжоу-го на 15 провинций и 1 особый город, и уезд Илань оказался в составе провинции Саньцзян.
В 1945 году Маньчжурия была освобождена Советской армией. После войны правительство Китайской Республики приняло программу нового административного деления Северо-Востока, и уезд Илань оказался в составе провинции Хэцзян. В 1947 году уезд Илань был разделён на четыре уезда: собственно Илань, Идун (依东县), Шуанхэ (双河县) и Дяолин (刁翎县). В 1948 году уезд Идун был ликвидирован, а его территория разделена между уездами Илань и Хуанань. В мае 1949 года провинция Хэцзян была присоединена к провинции Сунцзян. В 1954 году провинция Сунцзян была присоединена к провинции Хэйлунцзян, и уезд Илань стал подчиняться Специальному району Хэцзян провинции Хэйлунцзян (в 1970 году переименованному в Округ Хэцзян). В 1985 году округ Хэцзян был ликвидирован, и уезд Илань перешёл в подчинение городского округа Цзямусы. В 1991 году уезд Илань был переведён из подчинения правительству провинции городского округа Цзямусы в подчинение властям Харбина.

## Административное деление
Уезд Илань делится на 6 посёлков, 2 волости и 1 национальную волость.
| № | Название     | Название (кит.) | Статус      | Население чел. (2010) | На карте                         |
| - | ------------ | --------------- | ----------- | --------------------- | -------------------------------- |
| 1 | Илань        | 依兰镇          | поселок     | 90667                 | 46°18′55″ с. ш. 129°33′48″ в. д. |
| 2 | Даляньхэ     | 达连河镇        | поселок     | 60351                 | 46°10′26″ с. ш. 129°24′30″ в. д. |
| 3 | Даотайцяо    | 道台桥镇        | поселок     | 42862                 | 46°11′49″ с. ш. 129°50′38″ в. д. |
| 4 | Саньдаоган   | 三道岗镇        | поселок     | 42703                 | 46°06′50″ с. ш. 130°06′14″ в. д. |
| 5 | Юйгун        | 愚公乡          | волость     | 36494                 | 46°25′44″ с. ш. 130°02′57″ в. д. |
| 6 | Цзянвань     | 江湾镇          | поселок     | 30406                 | 46°09′29″ с. ш. 129°36′36″ в. д. |
| 7 | Туаньшаньцзы | 团山子乡        | волость     | 29149                 | 46°18′54″ с. ш. 129°54′21″ в. д. |
| 8 | Инлань       | 迎兰朝鲜族乡    | нац.волость | 24162                 | 46°20′28″ с. ш. 129°32′33″ в. д. |
| 9 | Хункэли      | 宏克利镇        | поселок     | 22206                 | 46°34′29″ с. ш. 129°50′34″ в. д. |